# Javier Manquillo
Javier (Javi) Manquillo Gaitán (Madrid, 5 mei 1994) is een Spaans voetballer die doorgaans als rechtsback speelt. Hij tekende in juli 2017 bij Newcastle United, dat hem overnam van Atlético Madrid.

## Clubcarrière

### Real en Atlético Madrid
Manquillo werd in 2007 opgenomen in de jeugdopleiding van Real Madrid, samen met zijn tweelingbroer Victor. Toen Real later dat jaar besloot om Victor te laten gaan, togen de broers allebei naar Atlético Madrid. Manquillo mocht hier in november 2011 meedoen met het eerste elftal in een oefenwedstrijd tegen het Zamalek SC. Enkele dagen later werd zijn contract verlengd tot medio 2016. Manquillo maakte op 8 december 2011 zijn officiële debuut in het eerste van Atlético Madrid, tijdens een wedstrijd in de Copa del Rey tegen Albacete. Zijn tweede wedstrijd in de hoofdmacht volgde op 28 november 2012. Ditmaal speelde hij 63 minuten in een bekerduel tegen Real Jaén. Hij begon op 6 december 2012 in de basiself tijdens een duel in de Europa League tegen Viktoria Pilsen. Op 9 december 2012 maakte Manquillo zijn competitiedebuut, als invaller voor Filipe Luís in een met 6–0 gewonnen wedstrijd tegen Deportivo La Coruña.

### Huurperiodes
Atlético verhuurde Manquillo in augustus 2014 voor twee seizoenen aan Liverpool. Dankzij een optie in zijn contract kon Liverpool hem voor circa € 6.000.000,- definitief overnemen. Door middel van een andere kon Atlético hem echter voor een vastgesteld bedrag tussentijds terughalen, zolang Liverpool hem niet kocht. Manquillo kwam dat seizoen tien competitiewedstrijden in actie voor Liverpool. Atlético vond dat niet genoeg en haalde hem daarom in juli 2015 terug. Een paar weken later vertrok hij op huurbasis naar Olympique Marseille. Manquillo bleek hier beter op zijn plek. Coach Míchel zette hem in 2015/16 in 31 speelronden en acht bekerwedstrijden in de basis. Hij bereikte dat seizoen de finale van de Coupe de France met Marseille. Manquillo verliet Atlético in augustus 2016 voor de derde keer op huurbasis, nu voor Sunderland. Hiervoor speelde hij dat jaar twintig wedstrijden in de Premier League. Hij maakte op 21 mei 2017 zijn eerste doelpunt in het betaald voetbal. Hij zette Sunderland toen op 0–1 uit bij Chelsea. Dat maakte er daarna alleen nog vijf.

### Newcastle United
Manquillo vertrok in juli 2017 definitief bij Atlético Madrid en tekende voor drie jaar bij Newcastle United. Dat was in het voorgaande seizoen gepromoveerd naar de Premier League. Hij was samen met Joselu en Mikel Merino een van de drie Spanjaarden die Newcastle in die transferperiode kocht, terwijl Jesús Gámez en Ayoze Pérez er al rondliepen. Manquillo speelde in de volgende vijf seizoenen 92 competitiewedstrijden voor de Engelse club. Daarmee speelde hij in die periode steevast in de middenmoot. Nadat een consortium uit Saudi-Arabië eind 2021 Newcastle United kocht, werd Manquillo's rol bij de club marginaal. Hij mocht tijdens het seizoen 2022/23 vier speelronden invallen en bleef 24 keer van aftrap tot affluiten op de bank.

## Clubstatistieken
| Seizoen | Club                  | Land               | Competitie         | Competitie | Competitie | Beker | Beker | Internationaal | Internationaal | Totaal | Totaal |
| Seizoen | Club                  | Land               | Competitie         | Wed.       | Dlp.       | Wed.  | Dlp.  | Wed.           | Dlp.           | Wed.   | Dlp.   |
| ------- | --------------------- | ------------------ | ------------------ | ---------- | ---------- | ----- | ----- | -------------- | -------------- | ------ | ------ |
| 2011/12 | Atlético Madrid B     | Vlag van Spanje    | Segunda División B | 13         | 0          | 0     | 0     | —              | —              | 13     | 0      |
| 2011/12 | Atletico Madrid       | Vlag van Spanje    | Primera División   | 0          | 0          | 1     | 0     | 0              | 0              | 1      | 0      |
| 2012/13 | Atlético Madrid B     | Vlag van Spanje    | Segunda División B | 29         | 0          | 0     | 0     | —              | —              | 29     | 0      |
| 2012/13 | Atlético Madrid       | Vlag van Spanje    | Primera División   | 3          | 0          | 4     | 0     | 2              | 0              | 9      | 0      |
| 2013/14 | Atlético Madrid       | Vlag van Spanje    | Primera División   | 3          | 0          | 3     | 0     | 1              | 0              | 7      | 0      |
| 2014/15 | → Liverpool           | Vlag van Engeland  | Premier League     | 10         | 0          | 4     | 0     | 5              | 0              | 19     | 0      |
| 2015/16 | → Olympique Marseille | Vlag van Frankrijk | Ligue 1            | 31         | 0          | 8     | 0     | 4              | 0              | 43     | 0      |
| 2016/17 | → Sunderland          | Vlag van Engeland  | Premier League     | 20         | 1          | 2     | 0     | —              | —              | 22     | 1      |
| 2017/18 | Newcastle United      | Vlag van Engeland  | Premier League     | 21         | 0          | 2     | 0     | —              | —              | 23     | 0      |
| 2018/19 | Newcastle United      | Vlag van Engeland  | Premier League     | 18         | 0          | 3     | 0     | —              | —              | 21     | 0      |
| 2019/20 | Newcastle United      | Vlag van Engeland  | Premier League     | 21         | 0          | 3     | 0     | —              | —              | 24     | 0      |
| 2020/21 | Newcastle United      | Vlag van Engeland  | Premier League     | 13         | 0          | 2     | 0     | —              | —              | 15     | 0      |
| 2021/22 | Newcastle United      | Vlag van Engeland  | Premier League     | 19         | 1          | 2     | 0     | —              | —              | 21     | 1      |
| 2022/23 | Newcastle United      | Vlag van Engeland  | Premier League     | 4          | 0          | 2     | 0     | —              | —              | 6      | 0      |
| 2023/24 | Newcastle United      | Vlag van Engeland  | Premier League     | 0          | 0          | 0     | 0     | 0              | 0              | 0      | 0      |
| Totaal  | Totaal                | Totaal             | Totaal             | 205        | 2          | 36    | 0     | 12             | 0              | 253    | 2      |

Laatste update: 24 september 2023.

## Interlandcarrière
Manquillo kwam uit voor diverse Spaanse jeugdelftallen. In juli 2012 won hij met Spanje –19 het EK –19 van 2012 in Estland. Hij speelde tijdens dat toernooi zelf alleen de eerste twee poulewedstrijden. Manquillo maakte ook deel uit van Spanje –20 op het WK –20 van 2013.

## Erelijst
| Competitie                |                 |                 |                 |                 |
| Competitie                | Aantal          | Jaren           |                 |                 |
| Atlético Madrid           | Atlético Madrid | Atlético Madrid | Atlético Madrid | Atlético Madrid |
| ------------------------- | --------------- | --------------- | --------------- | --------------- |
| Kampioen Primera División | 1x              | 2013/14         |                 |                 |
| Spanje –19                |                 |                 |                 |                 |
| Europees kampioen –19     | 1x              | 2012            |                 |                 |

1 Dúbravka ·
2 Trippier ·
4 Botman ·
5 Schär ·
6 Lascelles  ·
7 Joelinton ·
8 Tonali ·
9 Wilson ·
10 Gordon ·
11 Barnes ·
13 Targett ·
14 Isak ·
17 Krafth ·
18 Osula ·
19 Vlachodimos ·
20 Hall ·
21 Livramento ·
22 Pope ·
23 Murphy ·
24 Almirón ·
25 Kelly ·
26 Ruddy ·
28 Willock ·
29 Gillespie ·
33 Burn ·
36 Longstaff ·
37 Murphy ·
39 Guimarães ·
67 Miley ·
Coach: Howe
· Assistent-coach: Jones